# Joanne Wise
Joanne Wise (auch Jo Wise; * 15. März 1971 in Solihull) ist eine ehemalige britische Weitspringerin.
Bei den Olympischen Spielen 1992 in Barcelona und bei den Weltmeisterschaften 1993 in Stuttgart schied sie in der Qualifikation aus. 1997 wurde sie Viertplatzierte bei den Hallenweltmeisterschaften in Paris, kam aber bei den Weltmeisterschaften in Athen erneut nicht über die erste Runde hinaus.
1998 siegte sie für England startend bei den Commonwealth Games in Kuala Lumpur. Bei den Weltmeisterschaften 1999 in Sevilla wurde sie Fünfte, bei den Olympischen Spielen 2000 in Sydney fehlte ihr in der Qualifikation ein Zentimeter zum Weiterkommen.
1999 und 2000 wurde sie Englische Meisterin im Freien, 1992, 1997 und 1999 in der Halle.

## Bestleistungen
- Weitsprung: 6,76 m, 2. August 1999, Malmö
  - Halle: 6,70 m, 9. März 1997, Paris